# 土星冒險
《土星冒險》是1981年太空飛行模擬遊戲，由HAL研究所於1981年開發，對應康懋达VIC-20平台。遊戲為《月球冒險》的翻版。

## 評價
《Electronic Fun with Computers & Games》的Michael Blanchet稱，「這是通關後會相當滿足的那類遊戲」。